# Ръдърфордий
Ръдърфордий е химичен елемент в периодичната система на елементите със символ Rf и атомен номер 104. Това е радиоактивен синтетичен елемент, чийто най-стабилен изотоп е 267Rf с период на полуразпад от приблизително 1,3 часа. Химически експерименти са потвърдили, че ръдърфордият е аналогичен, но по-активен от хафния. Ръдърфордият е изкуствено синтезиран през 1964 г. в Обединения институт за ядрени изследвания в Дубна (тогава в СССР). Първоначално е наречен Курчатовий (Ku) на първия президент на ОИЯИ в Дубна, академик Игор Курчатов. Международният съюз за чиста и приложна химия (IUPAC) приема името Unnilquadium (Unq) като временно системно име на елемент, получен от латинските наименования за цифри 1, 0 и 4. През 1997 г. елемент 104 е наречен окончателно на Ърнест Ръдърфорд – бащата на атомната физика.